# Rikelmi
Rikelmi Valentim dos Santos (São Paulo, 14 augustus 2001), voetbalnaam Rikelmi, is een Braziliaans voetballer die onder contract ligt bij RWDM.

## Carrière
Via Portuguesa, SC Internacional, Nacional AC en CA Juventus belandde Rikelmi in 2020 bij Botafogo FR. In december 2021 nam de club hem definitief over van CA Juventus. Op 29 mei 2022 maakte hij zijn officiële debuut in de Série A: in de 1-0-nederlaag tegen Coritiba FC liet trainer Luís Castro hem in de 88e minuut invallen voor Daniel Borges. Daarvoor had hij ook al vijf wedstrijden in de Campeonato Carioca en een bekerwedstrijd afgewerkt voor Botafogo. Zijn enige doelpunt voor de club scoorde hij op 7 maart 2022 in de 5-0-zege tegen Volta Redonda FC in de Campeonato Carioca, uitgerekend in de enige wedstrijd waarin hij 90 minuten tussen de lijnen stond bij Botafogo.
In augustus 2022 werd hij, samen met vier landgenoten, door Botafogo uitgeleend aan de Belgische tweedeklasser RWDM, dat eveneens in handen is van John Textor. Op 24 september 2022 maakte Rikelmi zijn officiële debuut voor RWDM: in de bekerwedstrijd tegen KSV Oudenaarde liet trainer Vincent Euvrard hem in de 57e minuut invallen voor Mickaël Biron. Rikelmi vertolkte uiteindelijk een hoofdrol in de wedstrijd: hij scoorde in de 75e minuut de 2-0 en dwong Oudenaarde vijf minuten later tot een owngoal. Enkele weken later maakte hij ook zijn debuut in Eerste klasse B: op de negende competitiespeeldag liet Euvrard hem tegen SL 16 FC in de 72e minuut invallen voor Zakaria El Ouahdi. Rikelmi wist meteen indruk te maken door tweemaal te scoren tegen de beloften Standard Luik en zo de 1-4-eindscore vast te leggen. Nadien versierde hij voor de winterstop enkel nog invalbeurten tegen Lierse Kempenzonen en Jong Genk. Op 4 februari 2023 speelde hij zijn laatste officiële wedstrijd van het seizoen voor RWDM, dat op het einde van het seizoen kampioen werd in Eerste klasse B: op de voorlaatste speeldag van de reguliere competitie liet Euvrard hem in de blessuretijd invallen tegen SL16 FC.
Na afloop van zijn uitleenbeurt maakte Rikelmi op definitieve basis de overstap naar RWDM. Op 12 augustus 2023 maakte hij zijn debuut in Eerste klasse A: tegen KV Mechelen liet trainer Cláudio Caçapa hem tijdens de rust invallen voor Niklo Dailly. RWDM won de wedstrijd met 1-0, mede dankzij de positieve impulsen van Rikelmi.
1 Lathouwers ·
3 Halilou ·
4 Doudaev ·
5 De Sart ·
6 Halifa ·
7 Montes ·
8 Abe ·
9 Parzyszek ·
10 Robail ·
11 Ziani ·
15 Laâziri ·
17 Barry ·
20 Poku ·
21 Marsoni ·
22 Soelle Soelle ·
23 Del Piage ·
26 Kestens ·
28 Hubert ·
29 Maurer ·
30 Baghli ·
31 Dodeigne ·
43 Sousa ·
49 Sapata ·
51 Preijs ·
53 Messad-Kouchiche ·
60 Awudu ·
70 Nkurunziza ·
77 Biron ·
83 Lemmens ·
84 El Arouch ·
99 Benjdida ·
Coach: Ferrera
· Assistent-coach: Baherlé
· Assistent-coach: De Camargo